# Manley (Nebraska)
Manley je selo u američkoj saveznoj državi Nebraska. Prema popisu stanovništva iz 2010. u njemu je živjelo 178 stanovnika.